# Cokrigeage
En géostatistique, le cokrigeage est une extension du krigeage au cas multivarié. Dans le cas simple, l'on souhaite interpoler une variable régionalisée Z en s'appuyant sur une variable régionalisée Y.

## Principe
Par analogie au krigeage, le cokrigeage exprime, en tout point, la meilleure combinaison linéaire des z1, …, znz et y1, …, yny, en utilisant les variances et covariances (ou variogrammes et variogrammes croisés) Var(zi), Var(yi), Cov(zi, yj)

## Propriétés
- Le cokrigeage d'une combinaison linéaire de variables est égal à la combinaison linéaire du cokrigeage des variables.
- Si l'on estime une variable et sa dérivée, le cokrigeage de la dérivée est égal à la dérivée du cokrigeage.
- La variance de cokrigeage est inférieure ou égale à la variance de krigeage.
- Si la variable auxiliaire est connue aux mêmes points que la variable principale, et que les variances et covariances sont des fonctions proportionnelles entre elles, le cokrigeage est égal au krigeage.

## Lieu des points
Pour que le cokrigeage soit efficace, il faut que la variable auxiliaire soit mieux échantillonnée que la variable principale. Fréquemment, la variable auxiliaire est connue sur la grille d'interpolation ; il est alors possible de l'interpoler également aux points de variable principale connue, en prenant garde aux instabilités numériques.